# Kristina Kuusk
Kristina Kuusk (née le 16 novembre 1985 à Haapsalu) est une escrimeuse estonienne, spécialiste de l'épée.
Elle arrive deuxième au tournoi satellite d'Oslo en 2011 et première au tournoi de Stockholm en 2013. Aux championnats d'Europe, elle remporte le bronze par équipes en 2012 à Legnano et l'or par équipes en 2013 à Zagreb. En 2014, elle remporte la médaille d'argent par équipes aux championnats du monde à Kazan.

## Palmarès
- Championnats du monde
  -  Médaille d'argent par équipes aux championnats du monde 2014 à Kazan
- Épreuves de coupe du monde
  -  Médaille d'or en individuel à la Coupe du monde de Rio de Janeiro sur la saison 2016-2017
  -  Médaille d'or par équipes à la Coupe du monde de La Havane sur la saison 2018-2019
  -  Médaille d'argent en individuel au Trophée Caroccio à Legnano sur la saison 2015-2016
  -  Médaille d'argent par équipes à la Coupe du monde de Chengdu sur la saison 2018-2019
  -  Médaille d'argent par équipes à la Coupe du monde de La Havane sur la saison 2019-2020
  -  Médaille de bronze en individuel à la Coupe du monde de Leipzig sur la saison 2011-2012
  -  Médaille de bronze par équipes à la Coupe du monde de Suzhou sur la saison 2017-2018
  -  Médaille de bronze en individuel à la Coupe du monde de Barcelone sur la saison 2018-2019
- Championnats d'Europe
  -  Médaille d'or par équipes aux championnats d'Europe 2013 à Zagreb
  -  Médaille d'or par équipes aux championnats d'Europe 2016 à Toruń
  -  Médaille d'argent en individuel aux championnats d'Europe 2018 à Novi Sad
  -  Médaille de bronze par équipes aux championnats d'Europe 2012 à Legnano

## Classement en fin de saison
| Année | 2003 | 2004 | 2005 | 2006 | 2007 | 2008 | 2009 | 2010 | 2011 | 2012 | 2013 | 2014 | 2015 | 2016 | 2017 | 2018 | 2019 | 2020 | 2021 | 2022 | 2023 |
| ----- | ---- | ---- | ---- | ---- | ---- | ---- | ---- | ---- | ---- | ---- | ---- | ---- | ---- | ---- | ---- | ---- | ---- | ---- | ---- | ---- | ---- |
| Rang  | 315  | NC   | 207  | 69   | 82   | 67   | 142  | 47   | 32   | 42   | 31   | 46   | 93   | 24   | 25   | 24   | 30   | 47   | 54   | 27   | 25   |